# Mark Huizinga
Mark Huizinga (Vlaardingen, 10 de septiembre de 1973) es un deportista neerlandés que compitió en judo.
Participó en cuatro Juegos Olímpicos, entre los años 1996 y 2008, obteniendo en total tres medallas: oro en Sídney 2000 y bronce en Atlanta 1996 y en Atenas 2004. Ganó una medalla de bronce en el Campeonato Mundial de Judo de 2005 y doce medallas en el Campeonato Europeo de Judo entre los años 1994 y 2008.

## Palmarés internacional
| Juegos Olímpicos   | Juegos Olímpicos         | Juegos Olímpicos  | Juegos Olímpicos |
| Año                | Lugar                    | Medalla           | Categoría        |
| ------------------ | ------------------------ | ----------------- | ---------------- |
| 1996               | Atlanta (Estados Unidos) | Medalla de bronce | –86 kg           |
| 2000               | Sídney (Australia)       | Medalla de oro    | –90 kg           |
| 2004               | Atenas (Grecia)          | Medalla de bronce | –90 kg           |
| Campeonato Mundial |                          |                   |                  |
| Año                | Lugar                    | Medalla           | Categoría        |
| 2005               | El Cairo (Egipto)        | Medalla de bronce | –90 kg           |
| Campeonato Europeo |                          |                   |                  |
| Año                | Lugar                    | Medalla           | Categoría        |
| 1994               | Gdańsk (Polonia)         | Medalla de bronce | –78 kg           |
| 1996               | La Haya (Países Bajos)   | Medalla de oro    | –86 kg           |
| 1997               | Ostende (Bélgica)        | Medalla de oro    | –86 kg           |
| 1998               | Oviedo (España)          | Medalla de oro    | –90 kg           |
| 1999               | Bratislava (Eslovaquia)  | Medalla de bronce | –90 kg           |
| 2000               | Breslavia (Polonia)      | Medalla de plata  | –90 kg           |
| 2001               | París (Francia)          | Medalla de oro    | –90 kg           |
| 2002               | Maribor (Eslovenia)      | Medalla de bronce | –90 kg           |
| 2003               | Düsseldorf (Alemania)    | Medalla de bronce | –90 kg           |
| 2004               | Bucarest (Rumania)       | Medalla de plata  | –90 kg           |
| 2005               | Róterdam (Países Bajos)  | Medalla de bronce | –90 kg           |
| 2008               | Lisboa (Portugal)        | Medalla de oro    | –90 kg           |